# Charlotte, North Carolina
Charlotte là thành phố lớn nhất tiểu bang Bắc Carolina của Hoa Kỳ và là thủ phủ của quận Mecklenburg.  Dân số của thành phố ước tính vào khoảng 930.325 năm 2024 và là thành phố đông dân thứ 14 của Hoa Kỳ.  Charlotte nằm ở chân dãy núi Appalachia, cách Đại Tây Dương 3 giờ lái xe và nằm giữa đoạn từ Raleigh, Bắc Carolina tới Atlanta, Georgia.  Có biệt danh là Thành phố Nữ hoàng, Charlotte được đặt theo tên của công chúa Đức Charlotte của Mecklenburg-Strelitz, người đã trở thành vợ vua George III của Anh một năm trước khi thành phố thành lập.
Là trung tâm banking lớn thứ 2 nước Mỹ chỉ sau New York, Charlotte có nhiều công ty tài chính và ngân hàng đặt trung tâm hành chính tại đây, trong đó có trụ sở chính của Bank of America và trụ sở bờ Đông của Wells Fargo.  Những công ty Fortune 500 khác của Charlotte bao gồm Truist Bank (trước đây là BB&T và SunTrust), Albemarle, Honeywell, Lowe's Home Improvement, Duke Energy, Nucor, và Sonic Automotive.  Vùng đại đô thị Charlotte cũng là headquarter city của Harris Teeter, Food Lion, Bojangles', Coca-Cola Bottling Co.,SPX, Sealed Air, etc.  Các công ty khác như American Airlines, TIAA-CREF, Fifth Third và Ally Bank cũng có trụ sở hoạt động lớn trong khu vực.  Về thể thao, Charlotte có 3 đội bóng nhà nghề là đội bóng bầu dục NFL Carolina Panthers, đội bóng rổ NBA Charlotte Hornets và đội bóng đá Charlotte FC.  Charlotte cũng được biết đến là nơi tổ chức giải Wells Fargo Championship, một giải thi đấu Golf trong khuôn khổ PGA được tổ chức hàng năm tại Quail Hollow Club.  Charlotte Motor Speedway, cách trung tâm Charlotte nửa tiếng lái xe về hướng Đông Bắc là nơi tổ chức những giải đua xe Nascar, trong đó có giải đua Coca Cola 600 đình đám hàng năm vào cuối tuần lễ Memorial Day.
Tạp chí Forbes bầu chọn Charlotte là thị trường bất động sản bị đánh giá thấp nhất năm 2007.  Charlotte cũng được relocate-America.com chọn là thành phố có chất lượng sống tốt nhất ở Mỹ, dựa trên những yếu tố như cơ hội việc làm, tỉ lệ tội phạm, giá nhà đất.  Năm 2024, U.S. News & World Report bầu chọn Charlotte ở vị trí thứ 5 trong danh sách "Những nơi tốt nhất để sống và khởi nghiệp".
Tính đến năm 2023 vùng đại đô thị Charlotte-Concord-Gastonia (Charlotte Metropolitan Statistical Area) có dân số ước lượng khoảng 2.805.115 người, trong đó có hơn 110.000 người Asian Americans. Năm 2024, Charlotte MSA là vùng đô thị lớn thứ 21 và cũng là một trong những vùng đô thị tăng dân số nhanh nhất nước Mỹ với 55.000 người mỗi năm.  Charlotte-Concord-Gastonia MSA có hơn 16.000 người Mỹ gốc Việt, chiếm 40% tổng số 40.000 người Vietnamese Americans đang sống tại North Carolina, Đông Nam Hoa Kỳ.